# 64. ročník udílení Filmových cen Britské akademie
64. ročník udílení Filmových cen Britské akademie se konal v Royal Opera House v Londýně 13. února 2011. Moderátorem ceremoniálu byl Jonathan Ross. Ocenění se předávalo nejlepším filmům a dokumentů britským i mezinárodním, které se promítaly v britských kinech v roce 2010. Nejvíce ocenění získal film Králova řeč, celkem 7 cen. Nominace byly oznámeny 18. ledna 2011.

## Vítězové a nominovaní

### Academy Fellowship
- Christopher Lee

### Outstanding British Contribution to Cinema
- Filmová série Harry Potter

| Nejlepší film | Nejlepší režisér |
| --- | --- |
| Králova řeč - The Social Network - Černá labuť - Počátek - Opravdová kuráž | David Fincher – The Social Network - Darren Aronofsky – Černá labuť - Danny Boyle – 127 hodin - Tom Hooper – Králova řeč - Christopher Nolan – Počátek |
| Nejlepší herec v hlavní role | Nejlepší herečka v hlavní roli |
| Colin Firth – Králova řeč - Jeff Bridges – Opravdová kuráž - Jesse Eisenberg – The Social Network - James Franco – 127 hodin - Javier Bardem – Biutiful | Natalie Portmanová – Černá labuť - Annette Beningová – Děcka jsou v pohodě - Julianne Moore – Děcka jsou v pohodě - Noomi Rapace – Muži, kteří nenávidí ženy - Hailee Steinfeld – Opravdová kuráž                                                                                                   |
| Nejlepší herec ve vedlejší roli | Nejlepší herečka ve vedlejší roli |
| Geoffrey Rush – Králova řeč - Christian Bale – Fighter - Andrew Garfield – The Social Network - Pete Postlethwaite – Město - Mark Ruffalo – Děcka jsou v pohodě | Helena Bonham Carterová – Králova řeč - Amy Adamsová – Fighter - Barbara Hershey – Černá labuť - Lesley Manville – Další rok - Miranda Richardson – Vyrobeno v Dagenhamu |
| Nejlepší původní scénář | Nejlepší adaptovaný scénář |
| David Seidler – Králova řeč - Mark Heyman, Andres Heinz a John McLaughlin – Černá labuť - Scott Silver, Paul Tamasy a Eric Johnson – Fighter - Christopher Nolan – Počátek - Lisa Cholodenko a Stuart Blumberg – Děcka jsou v pohodě | Aaron Sorkin – The Social Network - Simon Beaufoy a Danny Boyle – 127 hodin - Rasmus Heisterberg a Nikolaj Arcel – Muži, kteří nenávidí ženy - Michael Arndt – Příběh hraček 3 - Joel a Ethan Coen – Opravdová kuráž                                                                                |
| Nejlepší kamera | Nejlepší debut – scénář, režie nebo produkce |
| Roger Deakins – Opravdová kuráž - Wally Pfister – Počátek - Anthony Dod Mantle a Enrique Chediak– 127 hodin - Matthew Libatique – Černá labuť - Danny Cohen – Králova řeč | Chris Morris (režisér/scenárista) – Čtyři lvi - Clio Barnard (režisérka) a Tracy O'Riodan (producentka) – Arbor - Banksy (režisér) a Jaimie D'Cruz (producent) – Exit Through the Gift Shop - Gareth Edwards (režisér/scenárista) – Zakázaná zóna - Nick Whitifeld (režisér/scenárista) – Skeletons |
| Nejlepší britský film | Nejlepší původní hudba |
| Králova řeč - 127 hodin - Další rok - Čtyři lvi - Vyrobeno v Dagenhamu | Alexandre Desplat – Králova řeč - A. R. Rahman – 127 hodin - Danny Elfman – Alenka v říši divů - John Powell – Jak vycvičit draka - Hans Zimmer – Počátek |
| Nejlepší zvuk | Nejlepší produkční design |
| Richard King, Lora Hirschberg, Gary A Rizzo a Ed Novick – Počátek - Glenn Freemantle, Ian Tapp, Richard Pryke, Steven C Laneri a Douglas Cameron – 127 hodin - Ken Ishii, Craig Henighan a Dominick Tavella – Černá labuť - John Midgley, Lee Walpole, Paul Hamblin – Králova řeč - Skip Lievsay, Craig Berkey, Greg Orloff, Peter Kurland, Douglas Axtell – Opravdová kuráž | Guy Hendrix Dyas, Larry Dias a Doug Mowat – Počátek - Robert Stromberg a Karen O'Hara– Alenka v říši divů - Therese DePrez a Tora Peteron – Černá labuť - Eve Stewart a Judy Farr – Králova řeč - Jess Gonchor a Nancy Haigh – Opravdová kuráž                                                      |
| Nejlepší speciální efekty | Nejlepší kostýmní design |
| Chris Corbould, Paul Franklin, Andrew Lockley a Peter Bebb – Počátek - Ken Ralston, David Schaub, Sean Phillips a Carey Villegas – Alenka v říši divů - Tim Burke, John Richardson, Nicolas Ait'hadi a Christian Manz – Harry Potter a Relikvie smrti – část 1 - Guido Quaroni, Michael Fong a David Ryu – Příběh hraček 3                                                   | Colleen Atwood – Alenka v říši divů - Amy Wescott – Černá labuť - Jenny Beavan – Králova řeč - Louise Stjemsward – Vyrobeno v Dagenhamu - Mary Zophres – Opravdová kuráž |
| Nejlepší masky | Nejlepší střih |
| Valli O'Reilly a Paul Gooch – Alenka v říši divů - Judy Chin a Geordie Shaffer – Černá labuť - Amanda Knight a Lisa Tomblin – Harry Potter a Relikvie smrti – část 1 - Frances Hannon – Králova řeč - Lizzie Yianni Georgiou – Vyrobeno v Dagenhamu | Kirk Baxter a Angus Wall – The Social Network - Lee Smith – Počátek - Jon Harris – 127 hodin - Tariq Anwar – Králova řeč - Andrew Weisblum – Černá labuť |
| Nejlepší cizojazyčný film | Nejlepší animovaný film |
| Muži, kteří nenávidí ženy - Biutiful - Mé jméno je láska - O bozích a lidech - Tajemství jejich očí | Příběh hraček 3 - Já, padouch - Jak vycvičit draka |
| Nejlepší krátký animovaný film | Nejlepší krátkometrážní film |
| Michael Please – The Eagleman Stag - David Prosser – Mater Fisher - Matthias Hoegg – Thursday | Paul Wright a Poss Kondeatis – Až se řeka zbarví rudě - Samuel Abrahams aBeau Gordon – Connect - Piers Thompson a Simon Hessel – Lin - Michael Pearce a Ross McKenzie – Rite - Karni Arieli, Saul Freed, Alison Sterling a Kat Armour-Brown – Turning                                               |
| Vycházející hvězda | |
| Tom Hardy - Gemma Artertonová - Aaron Johnson - Emma Stoneová - Andrew Garfield | |